# 相原中央公園
相原中央公園（あいはらちゅうおうこうえん）は、東京都町田市相原町にある都市公園（総合公園）。指定管理者制度に基づき、特定非営利活動法人 レスポアール相原が管理運営を行っている。

## 概要
2005年に相原中央グラウンドを中心とした部分が開園。その後、段階的に公園を拡張していきながら設備類の整備を行い、2008年に全面開園。広さは約15.7haと広大で、町田市立の公園としては野津田公園に次ぐ規模である。園内にはグラウンドやテニスコートなどがある。

### 沿革
- 1976年（昭和51年） - 相原小学校 第2グラウンド（現在の相原中央グラウンドの原形）が完成[2]
- 1988年（昭和63年） - 公園事業認可（計画面積11.5ha）
- 1997年（平成9年） - 公園事業認可変更（計画面積15.7ha）
- 2003年（平成15年） - 公園整備工事が着手
- 2005年（平成17年）4月16日 - 一部開園（面積1.75ha）
- 2006年（平成18年）4月15日 - 相原中央テニスコートがオープン
- 2008年（平成20年）4月1日 - 全面開園[3]

## 主な施設

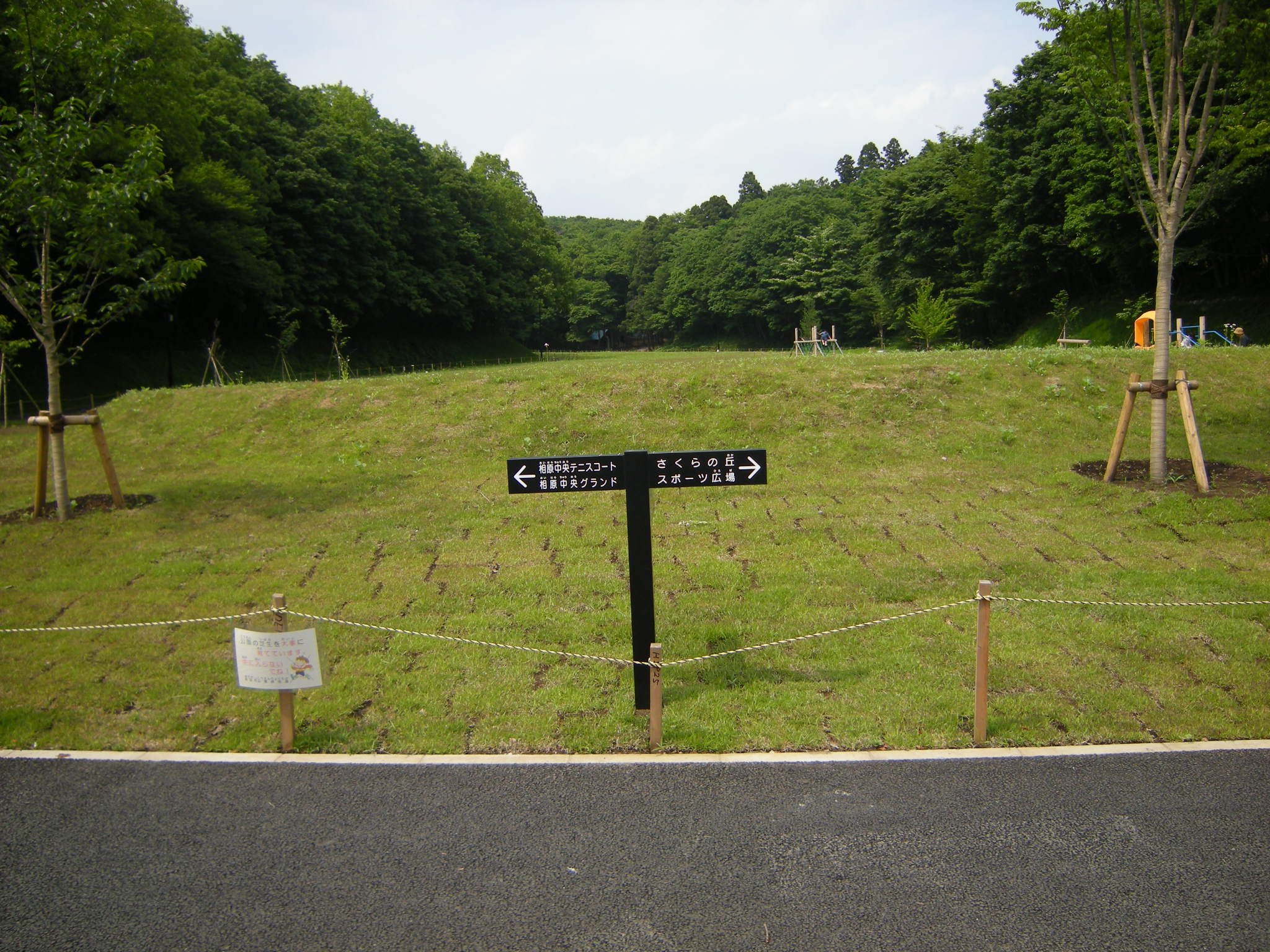
芝生広場

- 相原中央グラウンド（有料施設、旧・相原スポーツ広場）
- 相原中央テニスコート（2面、有料施設）
- 多目的広場
- 芝生広場
- 四季の丘
- さくらの丘
- 林内散策路
- 西駐車場（33台分、うち2台分は障がい者用）
- 東駐車場（39台分）

## アクセス
電車の場合
- 横浜線相原駅から徒歩約20分。

路線バスの場合
- 横浜線相原駅西口もしくは相原バス停から神奈川中央交通の大戸行き・法政大学行き・東京家政学院行きで「相原小学校前」下車、徒歩10分。

自家用車の場合
- 専用の有料駐車場（合計72台分）あり。